# Primera B de Chile 2013/2014
Campeonato Nacional Petrobras de Primera B del Fútbol Profesional 2013/2014, eller enbart Primera B de Chile 2013/2014 är Chiles näst högsta division för fotboll för säsongen 2013/2014. Det är den första säsongen som serien spelas över två år (andra hälften 2013 till och med första hälften 2014). Säsongen består av två mästerskap, Torneo Apertura och Torneo Clausura. Vid säsongens slut sammanställs en sammanlagd tabell, där laget på första plats flyttas upp till Primera División de Chile. Utöver det spelas en uppflyttningsserie med vinnarna av Torneo Apertura respektive Torneo Clausura samt de i övrigt två främsta i den sammanlagda tabellen. Om en av vinnarna av Torneo Apertura eller Clausura skulle ha kommit först i den sammanlagda tabellen, fylls uppflyttningsserien ut med ytterligare ett lag, som väljs baserat på placeringen i den sammanlagda tabellen.
De deltagande lagen delades upp i två grupper, en södergrupp och en norrgrupp, och lagen i respektive grupp mötte varandra en extra gång under Torneo Apertura och Torneo Clausura. Alla lag spelade därmed två matcher mot lagen i den andra gruppen och fyra matcher mot lagen inom den egna gruppen under säsongen.

## Poängtabeller
| Nr | Lag                  | S  | V  | O | F  | GM | IM | MS  | P  |
| -- | -------------------- | -- | -- | - | -- | -- | -- | --- | -- |
| 1  | San Luis de Quillota | 19 | 11 | 5 | 3  | 34 | 12 | +22 | 38 |
| 2  | Santiago Morning     | 19 | 11 | 1 | 7  | 30 | 20 | +10 | 34 |
| 3  | Barnechea            | 19 | 9  | 6 | 4  | 27 | 20 | +7  | 33 |
| 4  | San Marcos de Arica  | 19 | 8  | 6 | 5  | 26 | 23 | +3  | 30 |
| 5  | Unión San Felipe     | 19 | 8  | 4 | 7  | 23 | 19 | +4  | 28 |
| 6  | Deportes Copiapó     | 19 | 8  | 4 | 7  | 23 | 22 | +1  | 28 |
| 7  | Naval                | 19 | 8  | 3 | 8  | 19 | 21 | −2  | 27 |
| 8  | Magallanes           | 19 | 7  | 5 | 7  | 24 | 29 | −5  | 26 |
| 9  | Curicó Unido         | 19 | 6  | 7 | 6  | 21 | 24 | −3  | 25 |
| 10 | Coquimbo Unido       | 19 | 6  | 5 | 8  | 25 | 31 | −6  | 23 |
| 11 | Deportes Temuco      | 19 | 5  | 7 | 7  | 24 | 29 | −5  | 22 |
| 12 | Deportes Concepción  | 19 | 6  | 4 | 9  | 12 | 19 | −7  | 22 |
| 13 | Deportes La Serena   | 19 | 2  | 9 | 8  | 22 | 30 | −8  | 15 |
| 14 | Lota Schwager        | 19 | 3  | 4 | 12 | 15 | 26 | −11 | 13 |

| Nr | Lag                  | S  | V  | O | F  | GM | IM | MS  | P  |
| -- | -------------------- | -- | -- | - | -- | -- | -- | --- | -- |
| 1  | Coquimbo Unido       | 19 | 12 | 3 | 4  | 29 | 19 | +10 | 39 |
| 2  | San Marcos de Arica  | 19 | 9  | 7 | 3  | 26 | 14 | +12 | 34 |
| 3  | Curicó Unido         | 19 | 7  | 6 | 6  | 19 | 17 | +2  | 27 |
| 4  | Lota Schwager        | 19 | 7  | 6 | 6  | 17 | 15 | +2  | 27 |
| 5  | Deportes Copiapó     | 19 | 7  | 6 | 6  | 20 | 24 | −4  | 27 |
| 6  | Barnechea            | 19 | 6  | 8 | 5  | 25 | 17 | +8  | 26 |
| 7  | Deportes La Serena   | 19 | 7  | 5 | 7  | 24 | 26 | −2  | 26 |
| 8  | Santiago Morning     | 19 | 7  | 5 | 7  | 18 | 20 | −2  | 26 |
| 9  | Deportes Concepción  | 19 | 6  | 7 | 6  | 23 | 20 | +3  | 25 |
| 10 | Deportes Temuco      | 19 | 6  | 7 | 6  | 23 | 25 | −2  | 25 |
| 11 | Magallanes           | 19 | 5  | 6 | 8  | 29 | 31 | −2  | 21 |
| 12 | Unión San Felipe     | 19 | 4  | 7 | 8  | 24 | 24 | 0   | 19 |
| 13 | San Luis de Quillota | 19 | 4  | 6 | 9  | 26 | 34 | −8  | 18 |
| 14 | Naval                | 19 | 5  | 3 | 11 | 15 | 32 | −17 | 18 |

### Matcher
| Hemma \ Borta        | BAR     | COQ     | CUR     | DCO     | DCP     | DLA     | DTE     | LOT     | MAG     | NAV     | SLU     | SMA     | SMO     | USF     |
| Barnechea            | —       | 2–1     | 2–2 0–0 | 0–0 2–2 | 1–2     | 1–0     | 1–1 2–3 | 2–0 3–0 | 1–2     | 0–3 1–1 | 2–0     | 1–2     | 1–2 1–2 | 1–1     |
| Coquimbo Unido       | 0–2     | —       | 2–1     | 1–0     | 2–0 1–2 | 2–2 4–0 | 3–2     | 2–1     | 3–2 2–1 | 1–2     | 1–0 1–1 | 4–4 1–1 | 0–2     | 0–2 1–0 |
| Curicó Unido         | 2–1 0–0 | 0–0     | —       | 0–1 2–1 | 2–1     | 0–0     | 2–2 0–0 | 2–1 1–1 | 2–3     | 1–2 3–0 | 2–1     | 1–1     | 2–1 2–0 | 1–0     |
| Deportes Concepción  | 0–2 1–1 | 0–2     | 0–0 0–1 | —       | 1–1     | 0–1     | 0–1 2–2 | 1–0 1–0 | 4–1     | 2–0 0–1 | 0–1     | 0–1     | 0–1 1–1 | 2–1     |
| Deportes Copiapó     | 0–0     | 1–0 0–1 | 0–2     | 3–0     | —       | 1–1 1–0 | 3–0     | 2–2     | 1–1 2–1 | 1–0     | 1–1 2–0 | 2–0 0–0 | 4–2     | 2–0 2–2 |
| Deportes La Serena   | 0–1     | 1–2 1–2 | 3–1     | 2–0     | 1–2 0–0 | —       | 3–3     | 2–1     | 2–2 3–2 | 0–0     | 1–1 1–0 | 2–3 0–2 | 2–1     | 0–0 0–0 |
| Deportes Temuco      | 1–3 2–1 | 3–3     | 0–0 0–0 | 1–1 2–4 | 1–2     | 3–2     | —       | 1–0 2–1 | 4–0     | 0–1 2–0 | 1–1     | 1–0     | 1–2 3–0 | 0–0     |
| Lota Schwager        | 1–2 0–2 | 1–0     | 1–3 2–0 | 0–1 0–0 | 2–0     | 0–0     | 2–1 0–0 | —       | 1–0     | 2–1 4–1 | 0–0     | 0–1     | 0–1 0–0 | 1–0     |
| Magallanes           | 1–2     | 3–1 3–0 | 2–0     | 3–2     | 2–1 1–1 | 4–3 1–1 | 3–0     | 1–1     | —       | 0–1     | 0–4 4–4 | 0–2 1–1 | 2–1     | 1–2 2–2 |
| Naval                | 1–3 1–4 | 1–2     | 4–0 2–1 | 0–1 0–2 | 1–0     | 0–2     | 0–3 1–0 | 1–1 1–2 | 0–1     | —       | 1–0     | 0–0     | 1–0 1–0 | 2–2     |
| San Luis de Quillota | 0–0     | 2–0 2–3 | 2–0     | 2–2     | 4–0 2–0 | 3–1 3–3 | 1–1     | 2–1     | 0–0 2–0 | 3–2     | —       | 1–0 0–2 | 4–1     | 3–0 1–4 |
| San Marcos de Arica  | 1–2     | 2–0 0–3 | 0–0     | 0–0     | 2–0 3–0 | 3–2 2–2 | 3–0     | 1–1     | 0–0 1–0 | 1–1     | 3–2 2–3 | —       | 3–2     | 0–0 3–2 |
| Santiago Morning     | 1–1 0–0 | 1–1     | 1–2 1–0 | 3–0 0–1 | 2–1     | 3–1     | 4–0 0–0 | 2–1 1–0 | 0–1     | 2–0 3–0 | 1–0     | 0–3     | —       | 2–0     |
| Unión San Felipe     | 1–1     | 1–1 0–1 | 3–2     | 0–1     | 0–1 5–1 | 2–0 1–2 | 3–0     | 0–1     | 1–0 2–2 | 3–0     | 1–3 2–1 | 3–0 1–0 | 0–2     | —       |

## Sammanlagd tabell
Laget på första plats i den sammanlagda tabellen flyttas upp till Primera División 2014/2015. Utöver detta går varje vinnare av Torneo Apertura respektive Clausura samt de i övrigt två bästa lagen i tabellen vidare till ett uppflyttningsplayoff. Vinnaren av uppflyttningsplayoffet går upp till Primera División. Naval tvångsnedflyttades på grund av ekonomiska problem, varför det sista laget i tabellen - Lota Schwager - klarade sig kvar till nästa säsong.
| Nr | Lag                  | S  | V  | O  | F  | GM | IM | MS  | P  |
| -- | -------------------- | -- | -- | -- | -- | -- | -- | --- | -- |
| 1  | San Marcos de Arica  | 38 | 17 | 13 | 8  | 52 | 37 | +15 | 64 |
| 2  | Coquimbo Unido       | 38 | 18 | 8  | 12 | 54 | 50 | +4  | 62 |
| 3  | Santiago Morning     | 38 | 18 | 6  | 14 | 48 | 40 | +8  | 60 |
| 4  | Barnechea            | 38 | 15 | 14 | 9  | 52 | 37 | +15 | 59 |
| 5  | San Luis de Quillota | 38 | 15 | 11 | 12 | 60 | 46 | +14 | 56 |
| 6  | Deportes Copiapó     | 38 | 15 | 10 | 13 | 43 | 46 | −3  | 55 |
| 7  | Curicó Unido         | 38 | 13 | 13 | 12 | 40 | 41 | −1  | 52 |
| 8  | Unión San Felipe     | 38 | 12 | 11 | 15 | 47 | 43 | +4  | 47 |
| 9  | Deportes Concepción  | 38 | 12 | 11 | 15 | 35 | 39 | −4  | 47 |
| 10 | Magallanes           | 38 | 12 | 11 | 15 | 53 | 60 | −7  | 47 |
| 11 | Deportes Temuco      | 38 | 11 | 14 | 13 | 47 | 54 | −7  | 47 |
| 12 | Naval1               | 38 | 13 | 6  | 19 | 34 | 53 | −19 | 45 |
| 13 | Deportes La Serena   | 38 | 9  | 14 | 15 | 46 | 56 | −10 | 41 |
| 14 | Lota Schwager        | 38 | 10 | 10 | 18 | 32 | 41 | −9  | 40 |

1 Tvångsnedflyttade på grund av ekonomiska problem.

Färgkoder:
     – Uppflyttade till Primera División.

     – Kvalificerade för uppflyttningsplayoff.

     – Nedflyttade till Segunda División.

### Uppflyttningsplayoff
I uppflyttningsplayoffet möttes vinnarlaget av Torneo Apertura, San Luis de Quillota, samt vinnarlaget av Torneo Clausura, Santiago Morning samt de i övrigt två bästa lagen i den sammanlagda tabellen, Santiago Morning samt Barnechea. Playoff-spelet bestod av två omgångar, en semifinal och en final, där båda omgångarna bestod av dubbelmöten. Vinnaren gick upp till Primera División de Chile 2013/2014.

#### Semifinal
|                 | 18 maj 2014     | San Luis de Quillota | 2 – 1   | Coquimbo Unido | Estadio Bicentenario Lucio Fariña Fernández, Quillota |               |
| 14:30 UTC–04:00 | 14:30 UTC–04:00 |                      | (1 – 0) |                | Publik: 2 850                                         | Publik: 2 850 |
| 14:30 UTC–04:00 | 14:30 UTC–04:00 |                      |         |                | Publik: 2 850                                         | Publik: 2 850 |
| 14:30 UTC–04:00 | 14:30 UTC–04:00 |                      |         |                | Publik: 2 850                                         | Publik: 2 850 |

|                 | 21 maj 2014     | Coquimbo Unido | 2 – 1 (5–6 str) | San Luis de Quillota | Estadio Bicentenario Francisco Sánchez Rumoroso, Coquimbo |               |
| 18:00 UTC–04:00 | 18:00 UTC–04:00 |                | (0 – 0)         |                      | Publik: 5 782                                             | Publik: 5 782 |
| 18:00 UTC–04:00 | 18:00 UTC–04:00 |                |                 |                      | Publik: 5 782                                             | Publik: 5 782 |
| 18:00 UTC–04:00 | 18:00 UTC–04:00 |                |                 |                      | Publik: 5 782                                             | Publik: 5 782 |

San Luis de Quillota vidare efter 3–3 totalt och 6–5 på straffar.
|                 | 18 maj 2014     | Barnechea | 0 – 1   | Santiago Morning | Estadio San Carlos de Apoquindo, Santiago |             |
| 19:30 UTC–04:00 | 19:30 UTC–04:00 |           | (0 – 0) |                  | Publik: 634                               | Publik: 634 |
| 19:30 UTC–04:00 | 19:30 UTC–04:00 |           |         |                  | Publik: 634                               | Publik: 634 |
| 19:30 UTC–04:00 | 19:30 UTC–04:00 |           |         |                  | Publik: 634                               | Publik: 634 |

|                 | 21 maj 2014     | Santiago Morning | 0 – 2   | Barnechea | Estadio Municipal La Pintana, Santiago |             |
| 15:30 UTC–04:00 | 15:30 UTC–04:00 |                  | (0 – 1) |           | Publik: 497                            | Publik: 497 |
| 15:30 UTC–04:00 | 15:30 UTC–04:00 |                  |         |           | Publik: 497                            | Publik: 497 |
| 15:30 UTC–04:00 | 15:30 UTC–04:00 |                  |         |           | Publik: 497                            | Publik: 497 |

Barnechea vidare efter 2–1 totalt.

#### Final
|                 | 25 maj 2014     | San Luis de Quillota | 0 – 1   | Barnechea | Estadio Bicentenario Lucio Fariña Fernández, Quillota |               |
| 20:00 UTC–04:00 | 20:00 UTC–04:00 |                      | (0 – 1) |           | Publik: 5 723                                         | Publik: 5 723 |
| 20:00 UTC–04:00 | 20:00 UTC–04:00 |                      |         |           | Publik: 5 723                                         | Publik: 5 723 |
| 20:00 UTC–04:00 | 20:00 UTC–04:00 |                      |         |           | Publik: 5 723                                         | Publik: 5 723 |

|                 | 28 maj 2014     | Barnechea                  | 0 – 1   | San Luis de Quillota | Estadio San Carlos de Apoquindo, Santiago |               |
| 18:00 UTC–04:00 | 18:00 UTC–04:00 |                            | (0 – 0) |                      | Publik: 4 466                             | Publik: 4 466 |
| 18:00 UTC–04:00 | 18:00 UTC–04:00 |                            |         |                      | Publik: 4 466                             | Publik: 4 466 |
| 18:00 UTC–04:00 | 18:00 UTC–04:00 | Straffsparksläggning 4 – 3 |         |                      | Publik: 4 466                             | Publik: 4 466 |

Barnechea uppflyttade till Primera División 2014/15 efter 1–1 totalt och 4–3 på straffar.